# Ковторадзе, Алексей Гаврилович
Алексей Гаврилович Ковторадзе (Кавтарадзе) (1821—1907) — русский генерал от инфантерии, участник Крымской войны, покорения Кавказа и Русско-турецкой войны 1877—1878 гг.

## Биография
Алексей Ковторадзе родился в 1821 году и в 1837 году поступил рядовым в 10-й Черноморский линейный батальон, с которым сделал несколько экспедиций против горцев и за отличие получил солдатский Георгиевский крест.

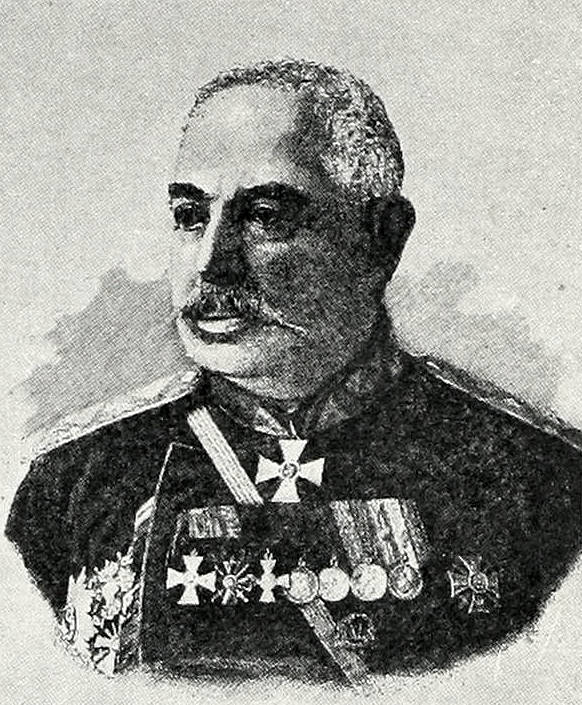
А. Г. Ковторадзе
(рис. из «ВЭС»; 1913)

В 1844 году Ковторадзе был произведен в офицеры и остался на Кавказе, где беспрерывно участвовал в делах с горцами, беря все последующие чины с боя и кровью.
Во время Крымской войны принимал участие во всех важнейших сражениях, был ранен и контужен, за особенное отличие в сражении с турками при селении Курюк-Дара получил орден Святого Георгия 4-й степени.
Произведённый в 1859 году в майоры, он 24 сентября 1861 года за боевые отличия был назначен флигель-адъютантом к Его Императорскому Величеству, в 1865 году Алексей Гаврилович Ковторадзе был награждён орденом Святого Станислава 2-й степени с мечами.
В 1868 году был произведён в полковники и 24 ноября 1871 года назначен командиром 154-го пехотного Дербентского полка, в 1874 году получил орден Святой Анны 2-й степени. Во главе своего полка он штурмовал Карс в 1877 году и за отличие был произведён 8 ноября 1877 года в генерал-майоры с зачислением в Свиту Его Императорского Величества и с назначением в распоряжение главнокомандующего Кавказской армией. 22 февраля 1878 Ковторадзе был награждён золотой саблей с надписью «За храбрость» (, а затем в том же году орденом Святого Владимира 3-й степени с мечами. 22 мая 1878 года был назначен командиром 1-й бригады 39-й пехотной дивизии.

30 марта 1879 года Ковторадзе был удостоен ордена Святого Георгия 3-й степени: 
«Командуя 154 пехотным Дербентским полком, оказал отличие, 2-го Октября 1877 года, на Орлокских высотах, где штурмовал, с блестящим успехом, две сильные неприятельские позиции, а 3 Октября, при разгроме армии Мухтара-Паши, храбро атаковал с полком Визенкевские высоты».
С 8 октября 1889 года Ковторадзе был командующим 9-й пехотной дивизии, а 30 августа 1890 года был произведён в генерал-лейтенанты с утверждением в должности начальника той же дивизии. 23 мая 1894 года был назначен членом Александровского комитета о раненых (с увольнением от должности начальника дивизии), которым и оставался до самой смерти. В 1901 году был произведён в генералы от инфантерии.
Алексей Гаврилович Ковторадзе умер 2 августа 1907 года. Был женат, имел 7 детей.

## Чины и звания
- В службу вступил — 9 августа 1837 года;
- Прапорщик — 1846 (старшинство с 25 марта 1846 года);
- Подпоручик — 1848 (старшинство с 25 декабря 1848 года);
- Поручик — 1850 (старшинство с 25 января 1850 года);
- Штабс-капитан — 1853 (старшинство с 3 июня 1852 года);
- Капитан — 1855 (старшинство с 17 сентября 1855 года);
- Майор — 1859 (старшинство с 16 июля 1858 года);
- Флигель-адъютант — 24 сентября 1861 года;
- Подполковник — 1863 (старшинство с 21 августа 1863 года);
- Полковник  — 1868 (старшинство с 13 августа 1868 года);
- Свиты Его Величества генерал-майор  — 8 ноября 1877 года;
- Генерал-лейтенант — 1890 (старшинство с 30 августа 1890 года);
- Генерал от инфантерии  — 1901 (старшинство с 6 декабря 1900 года).

Числился в 13-м лейб-гренадерском Эриванском и в 154-м пехотном Дербентском полках.

## Награды
- Знак отличия Военного ордена (1841);
- Орден Святого Владимира 4-й ст. с мечами и бантом (1854);
- Орден Святого Георгия 4-й ст. (23 декабря 1854 года);
- Орден Святого Станислава 2-й ст. с мечами (1865);
- Императорская корона к ордену Св. Станислава 2-й ст. (1871);
- Орден Святой Анны 2-й ст. (1874);
- Золотая сабля с надписью «За храбрость» (1878);
- Орден Святого Владимира 3-й ст. с мечами (1878);
- Орден Святого Георгия 3-й ст. (30 марта 1879 года);
- Орден Святого Станислава 1-й ст. (1885);
- Знак отличия беспорочной службы за XL лет (1886);
- Орден Святой Анны 1-й ст. (1888);
- Орден Святого Владимира 2-й ст. (1897);
- Знак отличия беспорочной службы за L лет (1898);
- Орден Белого Орла (1903).

## Примечание
1. ↑  В военной энциклопедии Сытина он ошибочно обозначен Александром
2. ↑  Э. Э. Исмаилов. Золотое оружие с надписью «За храбрость». Списки кавалеров 1788—1913. — Москва, 2007, с. 307